# Nova Aliança do Ivaí
Nova Aliança do Ivaí – miasto i gmina w Brazylii, w stanie Parana. Znajduje się w mezoregionie Noroeste Paranaense i mikroregionie Paranavaí.